# Slon (film)
Slon (v polském originále Słoń) je polský dramatický film od polského režiséra Kamla Kraczyckého. Film byl uveden na v polských kinech 18. listopadu 2022, o několik měsíců později též ve vybraných kinech v ČR.

## Děj
Drama povídá o 22letém mladíkovi Bartekovi z venkovského polského prostředí v regionu Podhalí, kde žije se svojí matkou-alkoholičkou na farmě. Jednoho dne ve městečku na otravu alkoholem zemře majitel jednoho domu a zařídit vše potřebné přijede jeho syn Dawid, který s otcem neměl dobrý vztah kvůli své sexuální orientaci a otcově alkoholismu. Bartek se s ním brzo začne vídat čím dál častěji a postupně si uvědomuje nejen to, že mají mnoho společného, ale také, že k němu začíná cítit city, které nejsou jen přátelské, nýbrž se do Dawida zamiluje a začne s ním chodit. Matka toto nejdříve nechce přijmout, ovšem nic jiného ji nezbude, jelikož svého syna Barteka nade vše miluje a nenechá mu od kohokoliv ublížit. Nicméně Bartek začne uvažovat nejen nad svojí sexuální orientací, ale také nad opuštěním konzervativního venkova.

## Obsazení
| Jan Hrynkiewicz     | Bartek                    |
| Paweł Tomaszewski   | Dawid                     |
| Ewa Skibińska       | matka Bartka              |
| Ewa Kolasińska      | Danuta, Bartkova sousedka |
| Wiktoria Filus      | Daria, sestra Bartka      |
| Maciej Kosiacki     | Daniel                    |
| Michał Pawlik       | Marcin                    |
| Halina Jabłonowska  | Janina, matka Danuty      |
| Bogusław Repelewicz | Pawel                     |
| Ireneusz Pastuszak  | otec Dawida               |

## Ocenění a kritika
Film brzy po premiéře dostal an 42. ročníku festivalu hraných filmů v Gdyni cenu za nejlepší nízkorozpočtový film roku. Také získal mnoho pozitivních recenzí od filmových kritiků.